# Kazimierz Pruszkowski
Kazimierz Mieczysław Pruszkowski (ur. 21 kwietnia 1897 w Żaczkach pow. Łęczyca, zm. 1 października 1969 w Wejherowie) – pułkownik piechoty Wojska Polskiego, kawaler Orderu Virtuti Militari.

## Życiorys
Po maturze wstąpił do wojska, od listopada 1916 roku służył w 3 pułku piechoty Legionów Polskich. Po ukończeniu Szkoły Podchorążych Piechoty w Ostrowi Mazowieckiej przydzielony został do 7 pułku piechoty Legionów, w szeregach, którego walczył z bolszewikami.
Po zakończeniu działań wojennych służbę pełnił w 23 pułku piechoty, a następnie w 11 pułku piechoty w Tarnowskich Górach i Szkole Podchorążych Piechoty Rezerwy w Rawie Ruskiej. W 1932 roku powrócił do 7 pp Leg. w Chełmie. 7 czerwca 1934 roku został przesunięty ze stanowiska dowódcy batalionu na stanowisko kwatermistrza.
14 lutego 1938 objął dowództwo 1 Morskiego Batalionu Strzelców w Wejherowie. Zastał jednostkę dobrze wyszkoloną i z doborową kadrą. 24 sierpnia 1939 roku, po przeprowadzeniu mobilizacji, objął dowództwo 1 Morskiego Pułku Strzelców. Przygotowania do obrony natrafiają na formalnoprawne bariery zabraniające wchodzenia z robotami ziemnymi na pola uprawne oraz pozyskiwanie drewna na budowę schronów i okopów. Z pomocą przychodzą burmistrz Wejherowa Teodor Bolduan i wójt gminy Wejherowo Łakomy oraz nadleśniczy inż. Roman Kuniewski (wszyscy zamordowani przez Niemców). Należało też ubezpieczyć się przed ewentualnym uderzeniem nieprzyjaciela oraz infiltracją dywersantów zewnętrznych i przed piątą kolumną. Niemiecki atak w dniu 1 września nie zaskoczył dowódcy 1 MPS. System obronny okazał się dla nieprzyjaciela trudny do sforsowania. W siódmym dniu działań wojennych ppłk Pruszkowski zdał sobie sprawę, że trzeba będzie Wejherowo opuścić. 8 września o godzinie 20 wydaje rozkaz wycofania się. W dniach 10–19 września osłabiony pułk uczestniczy w bohaterskiej obronie Kępy Oksywskiej, stanowiąc wciąż ważny trzon Lądowej Obrony Wybrzeża, dowodzonej przez płk. Stanisława Dąbka. Po zakończeniu walk dostał się do niewoli niemieckiej. Przebywał w Oflagu II A Prenzlau (okręg Neubrandenburg), a potem w Oflagu II C Woldenberg (Dobiegniew, Lubuskie).
Po powrocie z obozu jenieckiego w 1945 roku objął gospodarstwo rolne we wsi Stara Wiśniewka k. Złotowa. W 1956 roku przeniósł się do Wejherowa, gdzie wiele czasu poświęcił pracy społecznej w środowisku kombatanckim. Współpracował z Wojskowym Instytutem Historycznym. Razem z Władysławą Gadą i innymi kombatantami przeprowadził identyfikację mogił żołnierzy 1 MPS, doprowadził do ich upamiętnienia na cmentarzu w Białej i w kwaterze wojskowej na wejherowskim Cmentarzu Starym.
Zmarł 1 października 1969 roku. Spoczął na Cmentarzu Obrońców Wybrzeża w Gdyni wśród swoich żołnierzy.

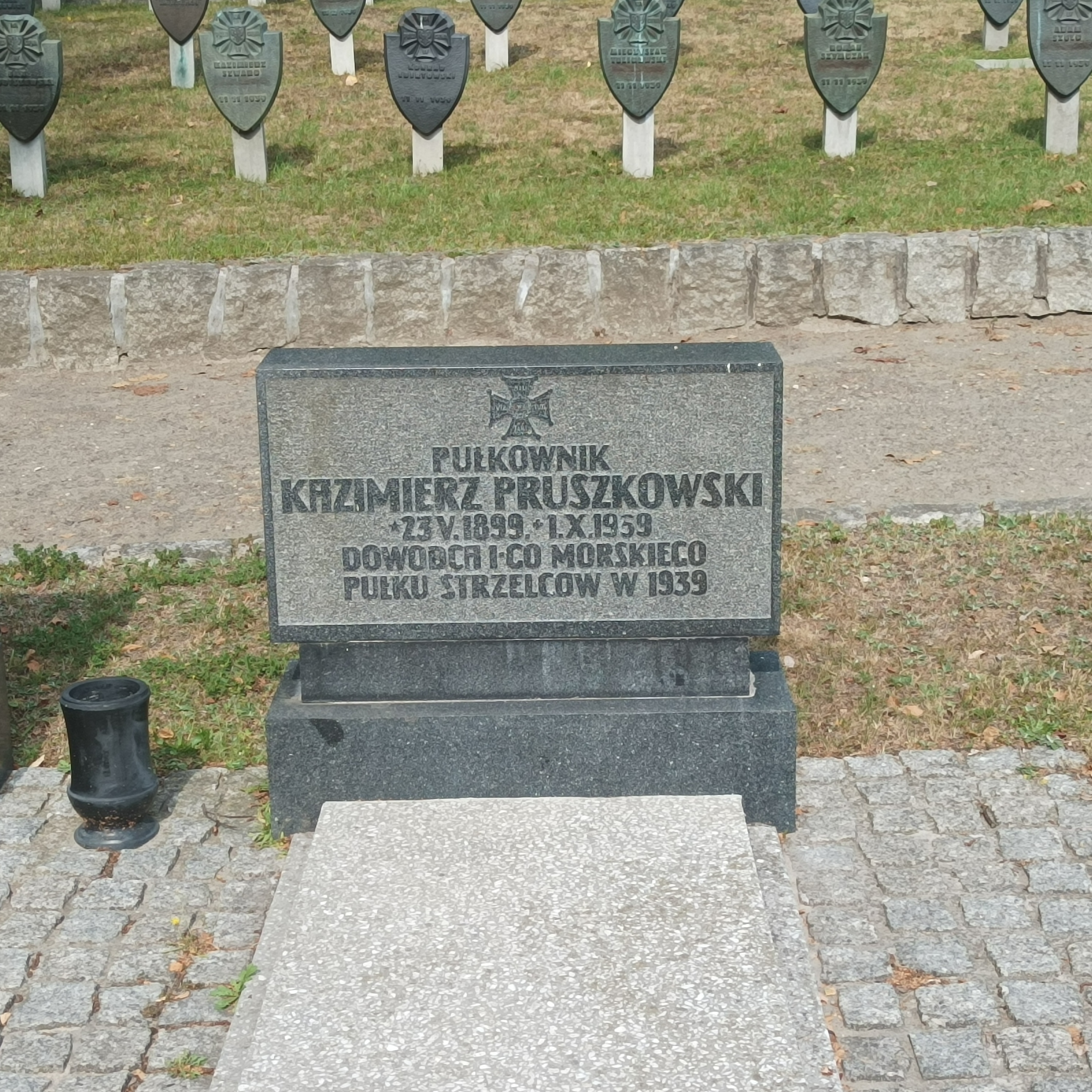
Grób Kazimierza Pruszkowskiego na Cmentarzu Obrońców Wybrzeża

## Awanse
- kapral – 1917
- podporucznik – 1920
- porucznik – zweryfikowany w 1922 roku ze starszeństwem z dniem 1 czerwca 1919 roku
- kapitan – 1 grudnia 1924 ze starszeństwem z dniem 15 sierpnia 1924 i 87. lokatą w korpusie oficerów zawodowych piechoty[12]
- major – 18 grudnia 1931 ze starszeństwem z dniem 1 stycznia 1932 i 27. lokatą w korpusie oficerów zawodowych piechoty[13]
- podpułkownik – 19 marca 1939
- pułkownik – 1957

## Ordery i odznaczenia
- Order Krzyża Grunwaldu III klasy (za kampanię wrześniową 1939)
- Krzyż Srebrny Orderu Wojskowego Virtuti Militari nr 110 (17 maja 1921)[14][2]
- Krzyż Niepodległości (29 grudnia 1933)[15]
- Krzyż Walecznych (dwukrotnie)
- Złoty Krzyż Zasługi (16 marca 1934)[16]
- Medal 10 Rocznicy Wojny Niepodległościowej (Łotwa)[17]

## Upamiętnienie
Pułkownik Kazimierz Pruszkowski był patronem 11 Pułku Łączności Marynarki Wojennej w Wejherowie (1994–2007) i Centrum Wsparcia Teleinformatycznego i Dowodzenia Marynarki Wojennej w Wejherowie (2008–2014), a od 9 grudnia 2014 roku jest patronem Batalionu Dowodzenia Marynarki Wojennej w Wejherowie.